# パブリックスペース

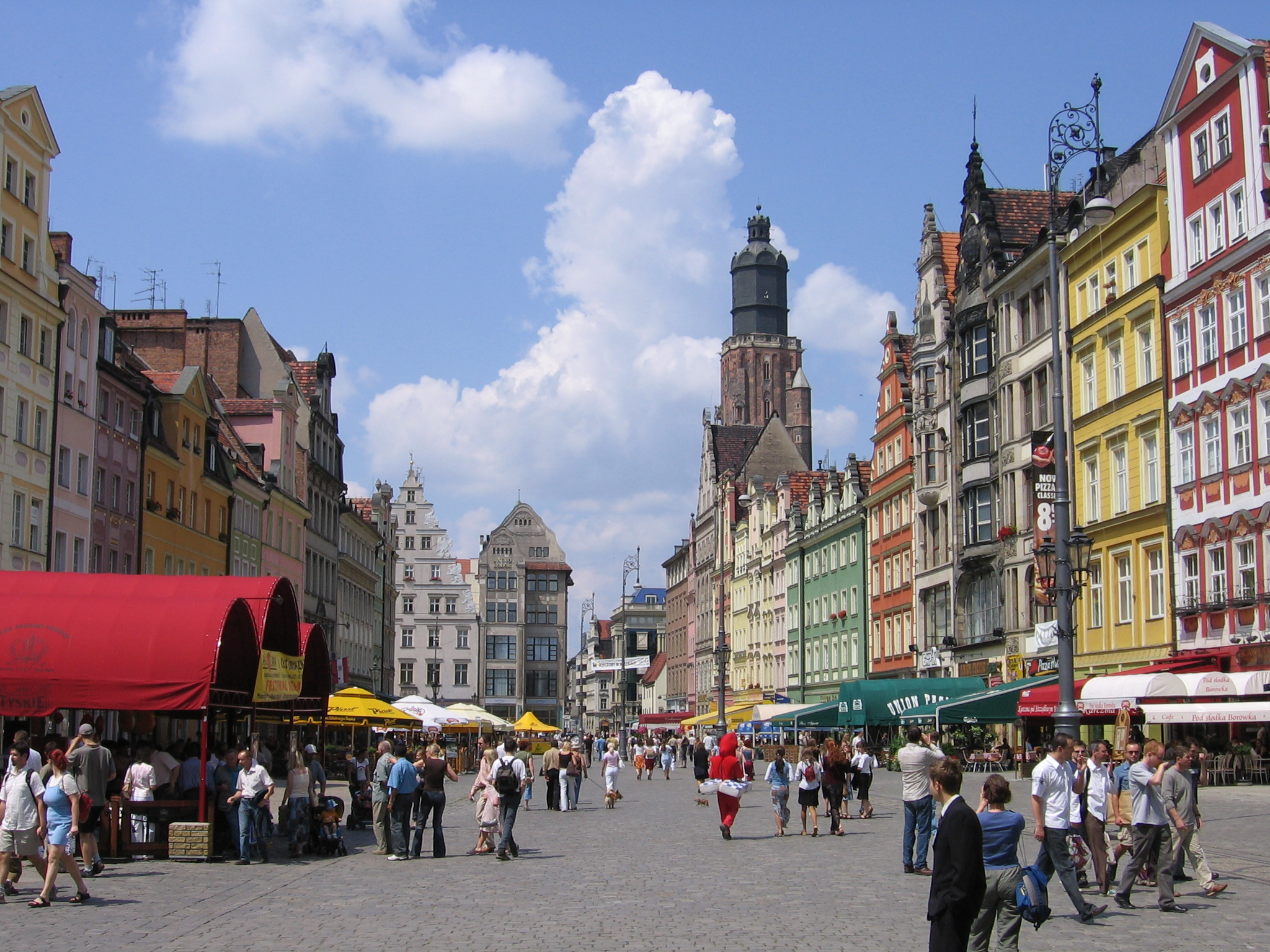
ヴロツワフの旧市街の広場

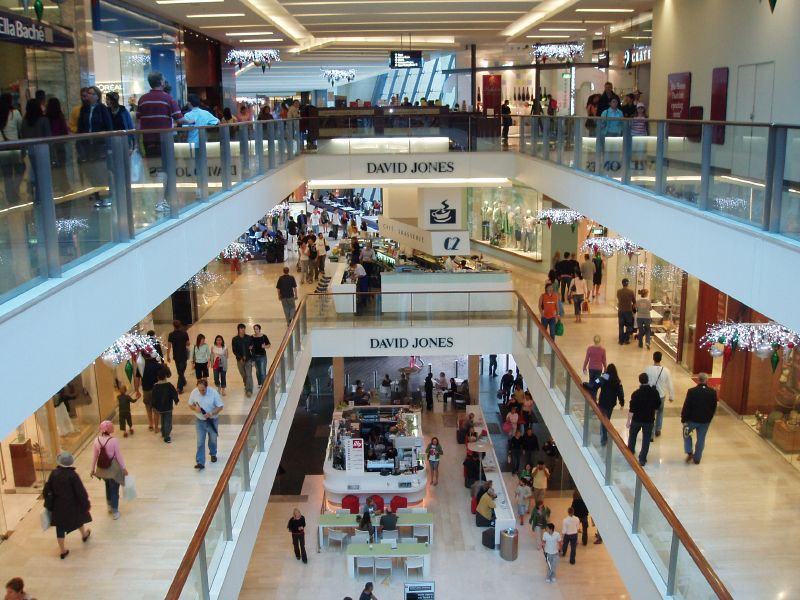
巨大なショッピングモール。民有地であるが、公共に開かれている

パブリックスペース (public space 、公共空間) とは、個人に属さない公（おおやけ）の空間。
日本語で「公の」という言葉からは「官製」が連想されるが、パブリックという英語には、公衆の、一般に開放された、公開の、という意味がある。このため必ずしも公的に整備された空間でなくとも、一般に開放されている公共性の高い空間も含まれる。
公共の広場、公開空地、学校、駅、病院、図書館、劇場、街路等にある人が集えるスペースなどがあてはまる。
近年では、公共空間の商業化が急速に進んでいる。